# NGC 3606
NGC 3606 este o galaxie eliptică situată în constelația Hidra. A fost descoperită în 20 aprilie 1835 de către John Herschel. Se află la o distanță de 45,8 de megaparseci de Pământ.